# Hérmedes de Cerrato

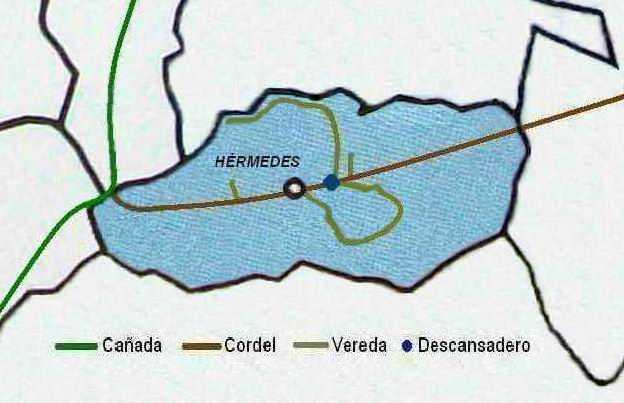
Término y vías pecuarias.

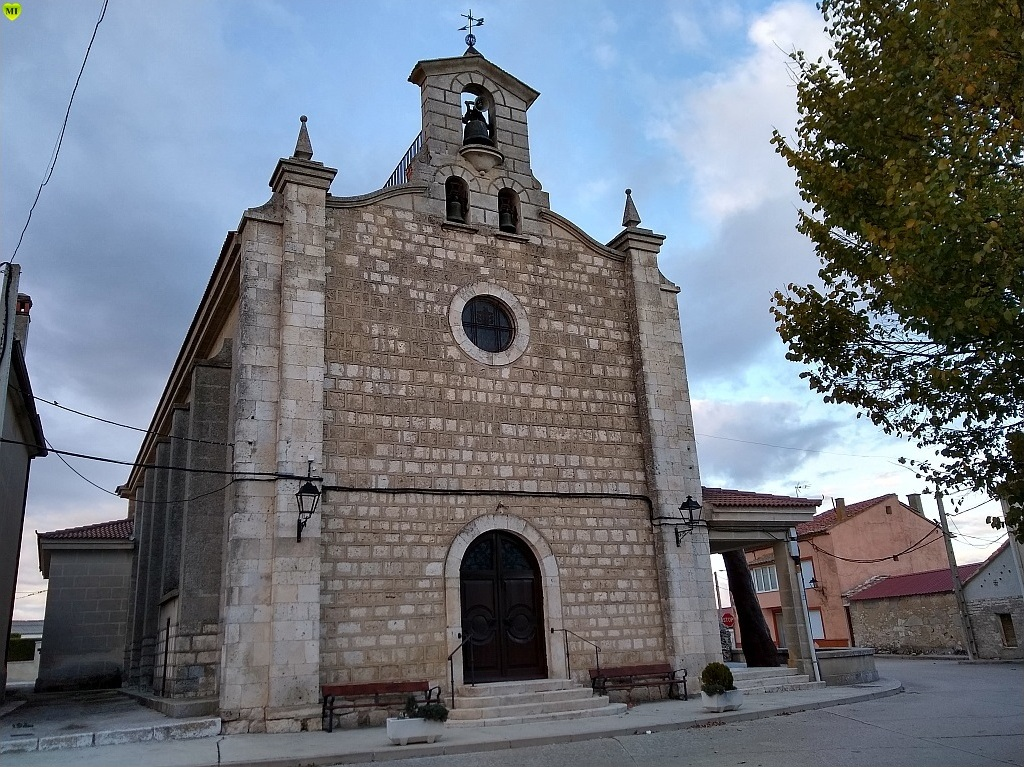
Iglesia parroquial

Hérmedes de Cerrato es un municipio de la provincia de Palencia (España). Está situado en la ladera norte del valle por el que transcurre el arroyo Maderón. Limita con Cevico Navero y Villaconancio al norte, Castrillo de Don Juan al este, Vertavillo al oeste y por el sur con Castroverde de Cerrato, Torre de Esgueva, Fombellida y Canillas de Esgueva, estos cuatro últimos municipios pertenecientes a la provincia de Valladolid. Su superficie es de 33,32 km². Forma parte de la comarca de El Cerrato. Tiene una altitud media de 907 metros sobre el nivel del mar. Se encuentra a una distancia de 45 km de Palencia capital y 61 km de la ciudad de Valladolid. Su población es de 84 habitantes según datos del 1 de enero de 2017, último censo publicado por el INE.
El caserío de este municipio está compuesto de edificios sencillos, construidos de piedra sin labrar en la planta baja y de adobes en los pisos superiores. En Hérmedes a diferencia de las poblaciones cercanas no aparecen vestigios de murallas defensivas, lo que nos indica que el pueblo fue fundado años más tarde que los de su entorno, cuando la comarca ya no sufría los estragos de las guerras fronterizas entre musulmanes y cristianos.
Hasta la década de 1950, la trashumancia fue algo habitual en España. Y en este ir y venir de rebaños, principalmente de ovejas, Hérmedes fue lugar de descanso para pastores y ganado, pues por su término pasa la Cañada Real Burgalesa que une las dehesas del suroeste de la provincia de Cáceres con la sierra de la Demanda, entre la provincia de Burgos y la comunidad autónoma de La Rioja. De esta vía pecuaria parte una ramificación, denominada cordel burgalés, que lleva a las majadas y descansaderos ubicados en el término hermedeño. Donde los trashumantes pasaban noche.
En la actualidad, Hérmedes es un pueblo dedicado a la agricultura y la ganadería.

## Historia
El topónimo de Hérmedes proviene de la palabra latina "eremitae" que se traduce por eremita o ermitaño. 
A finales del siglo IX, reinando en Asturias Alfonso III el Magno (866-910), se repobló la comarca que había sido reconquistada a los musulmanes pocos años antes por su padre el rey Ordoño I. Estos repobladores fueron en su mayoría gentes procedentes del norte de la península (vascos, astures y cantabros) llegados a la zona del Cerrato por de la ruta de los foramontanos,  también fue repoblada la comarca por mozárabes, cristianos que vivían en el reino musulmán, provenientes de Al-Ándalus y también por musulmanes que, tras la conquista de sus tierras, decidieron quedarse en los nuevos territorio cristiano. 
Fue en el siglo X cuando se construyó la ermita de la Virgen de la Era, de estilo mozárabe, y en el siglo XI fue fundada la Abadía de Hérmedes con Abad propio en la catedral de Palencia. En esta época ya existía el poblado de San Sebastián, dependiendo de la Abadía de Husillos. En un documento conservado en la catedral de Burgos y datado en el siglo XI se cita a la localidad como “San Juan de Heremitas de Cerrato”.
En el siglo XIV los dos poblados constituían el concejo de Hérmedes, adscrito a la Merindad de Cerrato, que formaba parte de la Merindad Mayor de Castilla. Las parroquias estaban bajo la jurisdicción del arciprestazgo de Baltanás de la diócesis de Palencia. En el siglo XVI el lugar de San Sebastián fue despoblado, no quedando huella de él en la actualidad.
A finales el siglo XVIII Hérmedes era ya villa realenga, pasando a depender directamente del Rey y no del Señorío de la Abadía, formando parte del Partido de Cerrato de la provincia de Palencia. Con alcalde propio.
Durante la guerra de la Independencia española (1808-1814) el pueblo fue saqueado por las tropas francesas, causando su ruina. Durante los seis años que duró esta contienda, con el fin de proveer de alimentos a los ejércitos de ambos bandos, se llevaron a cabo numerosas roturaciones en los terrenos de Hérmedes que, unidas a posteriores desamortizaciones, cambiaron por completo la fisonomía del término. 
Tras la aplicacíon del decreto de la división territorial de España de 1833, Hérmedes fue registrado como municipio perteneciente a la provincia de Palencia, incluida en la región de Castilla la Vieja. Posteriormente, en 1855, esta provincia pasó a formar parte de la región de León, volviendo en la década de 1960 a pertenecer a Castilla la Vieja.[cita requerida]
Con la nueva ordenación del país en un Estado de Autonomías instituido y garantizado por la Constitución Española de 1978, la provincia de Palencia forma parte de la comunidad autónoma de Castilla y León desde 1983.

### SigloXIX
Así se describe a Hérmedes de Cerrato en la página 174 del tomo IX del Diccionario geográfico-estadístico-histórico de España y sus posesiones de Ultramar, obra impulsada por Pascual Madoz a mediados del siglo XIX:

HÉRMEDES

Villa con ayuntamiento en la provincia y diócesis de Palencia (6 leguas), partido judicial de Baltanás (3), audiencia territorial y capitanía general de Valladolid (9).
Situada en la falda de una colina en la parte E y S y defendido de los vientos N y O. Su clima es templado en la población por estar al abrigo de los mencionados vientos, no así en el término que es frío, razón por la que se padecen pulmonías por la variación repentina de temperatura.
Consta de 90 casas de dos pisos, de muy mala vista y pocas comodidades, formando calles irregulares, mal empedradas y sucias; hay casa de ayuntamiento, una escuela de primera educación, a la que concurren 24 niños y 10 niñas, dotada con 2.048 reales en metálico y frutos; iglesia parroquial de entrada, su advocación San Juan Bautista, servida por un cura teniente y sacristán, y una ermita, Nuestra Señora de las Heras, inmediata al pueblo donde se halla el cementerio con buena ventilación; para surtido del vecindario hay una fuente de abundantes y exquisitas aguas dentro de la población y varias fuera.
Confina el término por N con Cevico Navero; por E Castrillo de Don Juan; por S Fuembellida, y por O Bertabillo. En él se halla comprendido el despoblado San Sebastián, Los Pajares, que estaba agregado a la abadía de Husillos.
El terreno es flojo, pedregoso y poco productivo, a excepción de 2 valles que hay en dirección de E a O, que son de regular calidad; hay una dehesa de pastos para el ganado y abunda de piedra caliza para la fabricación de yeso; 1/4 de legua del pueblo al fin de uno de los valles nace un arroyo, y otro en el término de Cevico Navero, los cuales reunidos corren de E a O; dejando la población a su derecha. Son de curso perenne, aunque de escasas aguas, y dan impulso a un molino harinero.
Los caminos son de pueblo a pueblo, carreteros y de herradura, muy quebrados y casi intransitables. La correspondencia la recibe de Palencia por peatón los jueves y domingos, y sale miércoles y sábados.
Producciones: trigo morcajo, cebada, centeno, avena, anís y algún vino; se cría ganado mular, lanar y vacuno; caza de liebres, conejos y perdices; pesca de cangrejos y bermejuelas.
Industria: la agrícola y un molino harinero.
Población: 88 vecinos, 458 almas.
Capital productivo: 381.500 reales. Imponible: 12.425. El presupuesto municipal asciende a 2.465 reales, y se cubre con los productos de propios.

En la guerra de la Independencia sufrió un horroroso saqueo que le dejó arruinado.

## Clima
Hérmedes tiene un clima Mediterráneo continental. Este clima se da en lugares que están alejados considerablemente del mar Mediterráneo pero influenciados por su clima, teniendo como características inviernos largos y fríos, veranos cortos y cálidos y además un fuerte contraste entre la temperatura durante el día y la noche. En los meses de verano estas oscilaciones térmicas pueden superar los 20 °C. La estación estival es la más seca del año y en esta estación se superan con frecuencia los 35 °C, superando los días más calurosos los 40 °C. Son muchos los días que en invierno las temperaturas bajan de los 0 °C, pudiendo alcanzar los -10 °C. Las heladas son frecuentes y suelen darse hasta mediados de marzo. Es en otoño y primavera cuando se producen más precipitaciones.

## Paisaje

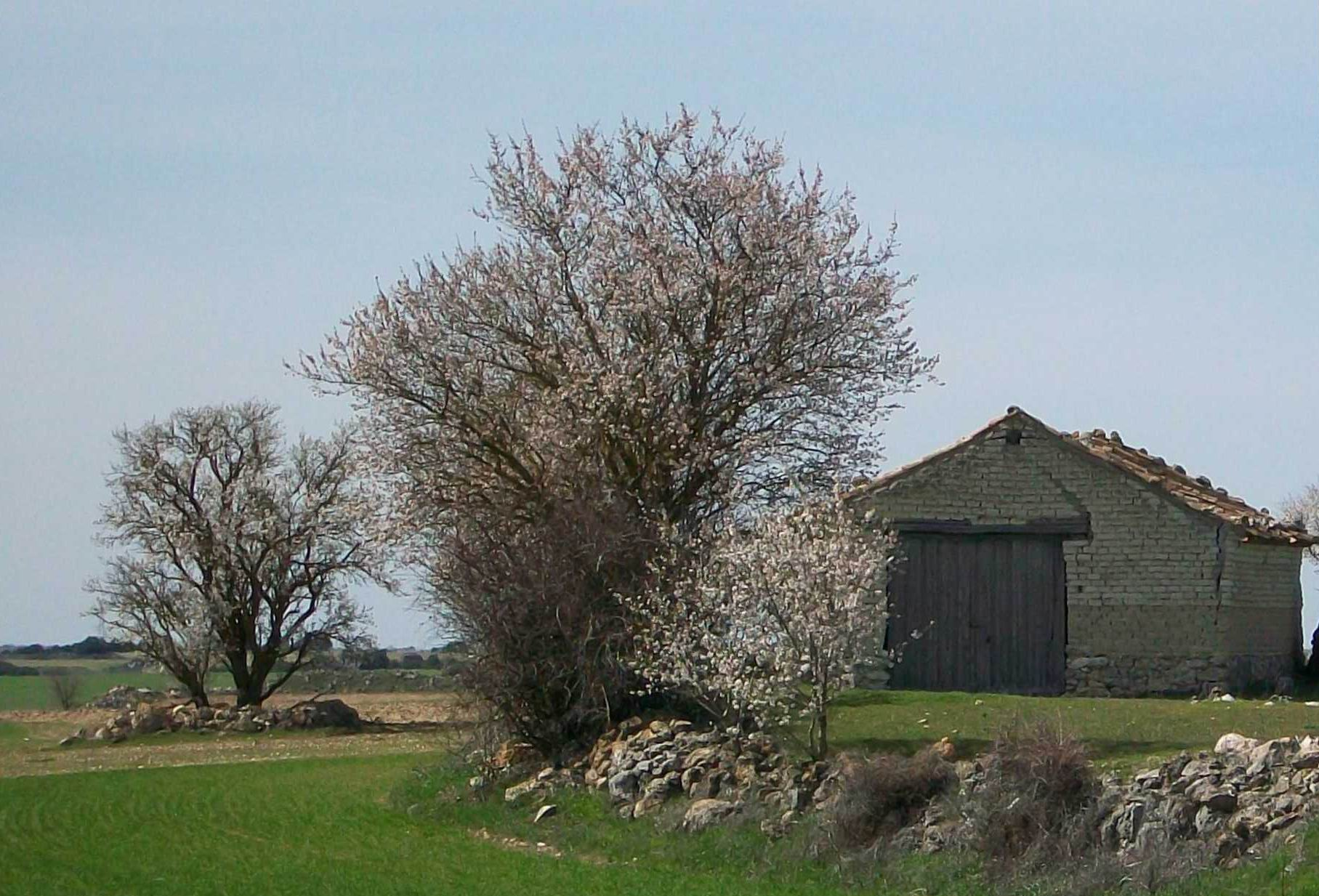
Almendros en flor.

En el paisaje de Hérmedes destacan los valles por donde transcurren los arroyos de San Juan y de San Sebastián, que unirán sus caudales dando origen al arroyo de los Madrazos. Aprovechando estas aguas, en los valles se siembran cultivos de regadío, como son los de remolacha y maíz. No obstante la parte más extensa del paisaje hermedeño está formada por amplios páramos, donde se cultiva trigo y cebada, así como otros cereales de secano. En las laderas de los valles aún quedan vestigios de plantaciones de árboles frutales, sobre todo almendros, ciruelos, cerezos y guindales, pero el clima de la zona nada propicio para la recolección de fruta, ha hecho que poco a poco estas plantaciones hayan sido descuidadas y abandonadas. 
Hérmedes conserva una pequeña parte del bosque autóctono que cubrió la comarca hasta las roturaciones llevadas a cabo durante el siglo XIX. Son montes de encinas y robles, los cuales fueron imprescindibles hasta bien transcurrido el pasado siglo, pues de ellos se obtenía la leña cuando esta era básica para el mantenimiento diario del hogar. Entre la flora podemos destacar la presencia muy abundante de romero y espliego y de numerosas plantas como tomillo, salvia, menta o manzanilla. En los valles hay plantaciones de álamos y chopos bordeando los arroyos.
Por estos parajes hay jabalíes, perdices, codornices y abundantes conejos y liebres, lo que permite que la caza sea práctica acostumbrada entre los vecinos del municipio.
Hasta mediados del siglo XX era frecuente que cada familia tuviera un majuelo y sobre todo un colmenar, pues la actividad apícola del pueblo, así como la de la comarca en general, tuvo mucha importancia hasta bien entrado el pasado siglo como nos recuerda el refrán " Ajos de Curiel, quesos de Peñafiel y de Cerrato la miel ". Las ruinas de estas singulares construcciones forman parte hoy del paisaje hermedeño. 

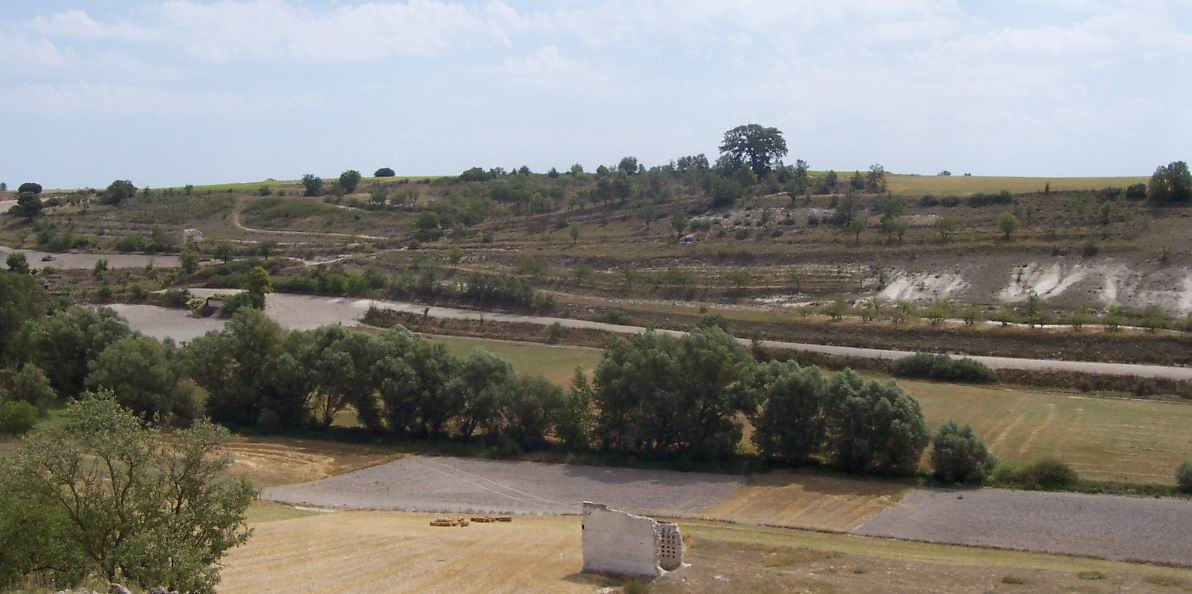
Paisaje hermedeño.

## Geografía humana

### Demografía
Cuenta con una población de 74 habitantes (INE 2024).
| Gráfica de evolución demográfica de Hérmedes de Cerrato entre 1842 y 2021                                             |
| |
| Población de derecho según los censos de población del INE. Población de hecho según los censos de población del INE. |

Con los datos proporcionados por el INE sabemos que en 1842 Hérmedes contaba con 458 habitantes. La cifra fue en aumento hasta llegar a los 724 habitantes en 1900. En la segunda década del siglo XX se produjo una gran emigración del campo a la ciudad, pues la industria que suministraba material para ser usado en la Primera Guerra Mundial reclamaba mano de obra. Esta circunstancia causó que el número de habitantes bajara de 722 en el censo de 1910 a 642 en el de 1920. A partir de este año la población del municipio fue decreciendo de forma pausada hasta llegar al censo de 1970, donde se aprecia los efectos de la segunda emigración masiva del campesinado a la ciudad, reclamados por las modernas industrias que se iban asentando en la península. En este censo de 1970 el municipio tiene 315 habitantes de derecho, 202 menos que en el anterior, realizado en 1960. Los censos posteriores nos muestran un marcado declive de la población del municipio.

### Evolución demográfica
| Año        | 1900 | 1910 | 1920 | 1930 | 1940 | 1950 | 1960 | 1970 | 1981 | 1991 | 2000 | 2001 | 2002 | 2003 | 2004 | 2005 |
| Habitantes | 724  | 722  | 642  | 552  | 615  | 628  | 517  | 315  | 224  | 158  | 133  | 130  | 129  | 120  | 122  | 121  |

| 2006 | 2007 | 2008 | 2009 | 2010 | 2011 | 2012 | 2013 | 2014 | 2015 | 2016 | 2017 | 2018 | 2019 | 2020 | 2021 |
| 116  | 115  | 104  | 100  | 102  | 102  | 98   | 88   | 87   | 87   | 84   | 81   | 78   | 80   | 79   | 78   |

## Patrimonio

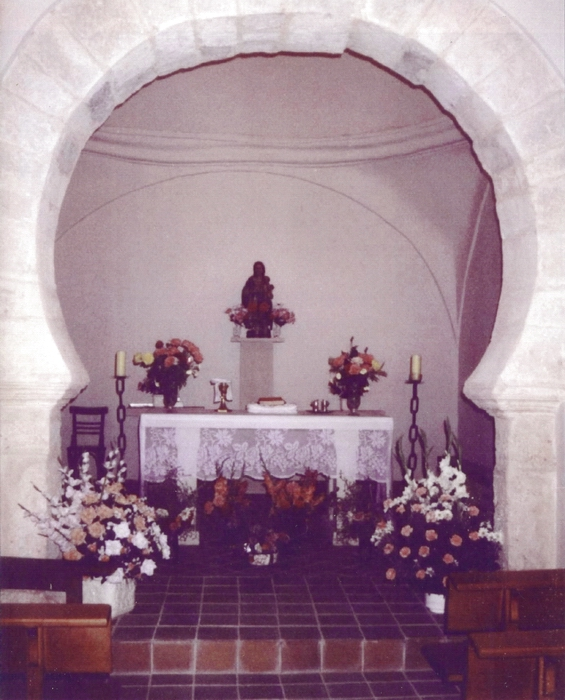
Arco y altar de la ermita.

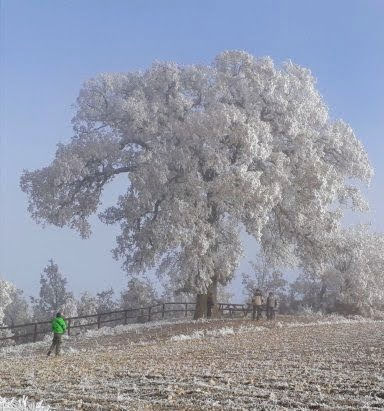
Mata en invierno

- La ermita: La ermita de la Virgen de la Era se encuentra a la entrada del pueblo, adosada al cementerio y muy próxima a una moderna iglesia. Se construyó en el siglo X y es de estilo mozárabe. Consta de una sola nave con cubierta plana. En la actualidad está muy reformada, conservando solamente de su construcción original un bello arco toral de herradura y una cúpula árabe de media naranja. En su interior encontramos un capitel mozárabe del siglo X usado como pila bautismal, y una escultura de la Virgen con el Niño datada en el siglo XVI. En 1931 esta ermita fue declarada Monumento Histórico-Artístico nacional.

- La Mata Fombellida.: Esta Mata[6] es un roble carrasqueño o quejigo de más de 400 años de edad situado en lo alto de la ladera que se halla frente a la ocupada por el caserío del pueblo, al lado del camino que lleva a Fombellida de ahí su nombre. Su estratégica situación y su considerable tamaño, con una altura que supera los 20 metros y un perímetro de copa similar, permite que sea divisado desde varios kilómetros a la redonda. Lo que hace que este venerado árbol haya sido y sea punto referencial y emblema para los hermedeños a lo largo de su historia. En el año 2007, la asociación ADRI Cerrato Palentino adecentó la zona y la equipó con una mesa con bancos y una barandilla, dando forma a un mirador natural.
- Las bodegas: Hérmedes no tiene las clásicas bodegas al lado del poblado como suelen tener los pueblos de la comarca, en Hérmedes las bodegas están excavadas bajo las propias casas vecinales. Algunas de estas excavaciones son auténticos laberintos que comunican  unas zonas del término con otras. Disponen de habitáculos construidos con formas cuadrangulares similares a una habitación, equipadas con asientos también labrados en la tierra, lo que nos indica su antigüedad y su uso como pasadizos, refugios o viviendas en el pasado. Estas singulares excavaciones no son de visita pública por ser de uso particular.

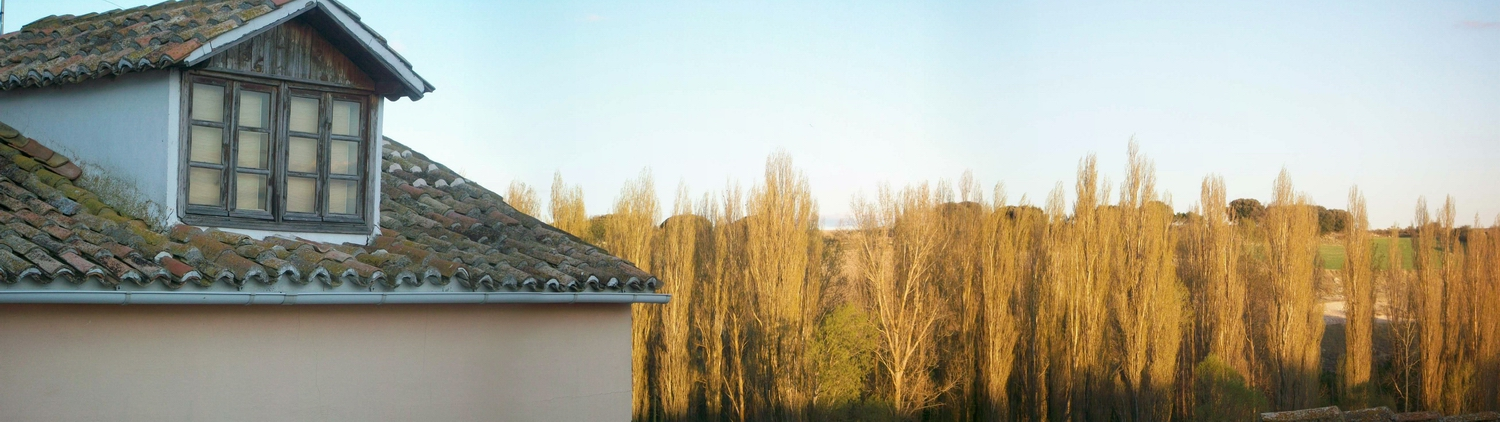
Sol de primavera.

## Fiestas
- 15 de mayo, San Isidro Labrador.
- 24 de junio, San Juan Bautista, patrono del pueblo.
- 8 de septiembre, la Virgen de la Era.
- 4 de diciembre, Santa Bárbara, patrona del pueblo.

Desde 1988 se viene celebrando a mediados del mes de agosto la Fiesta del Turista, aprovechando la estancia vacacional de antiguos vecinos.